# Genetikk
Genetikk — це німецький хіп-хоп гурт, який мав контракт з німецьким інді-лейблом Selfmade Records і тепер заснував власний лейбл Outta This World. Він складається з репера Карузо (нім.Karuzo) та продюсера Сікка (нім.Sikk), відповідальних за музику, а також Різмо (нім.Rizmo), Рокі (нім.Rokey), Мойо (нім.Mojo), Чіко (нім.Cicco) і Хелл (нім.Hell).

## Історія

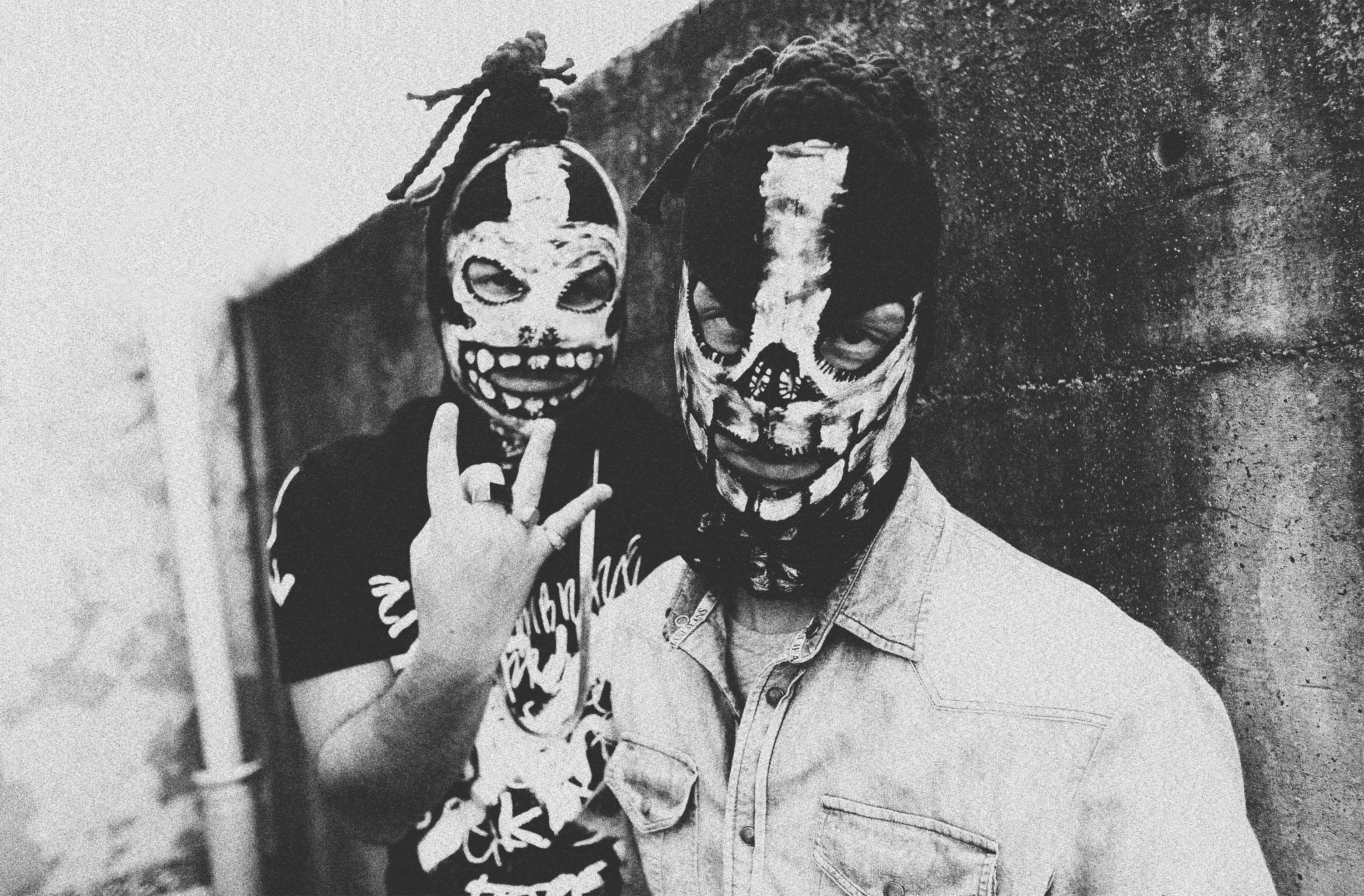
Genetikk (2013)

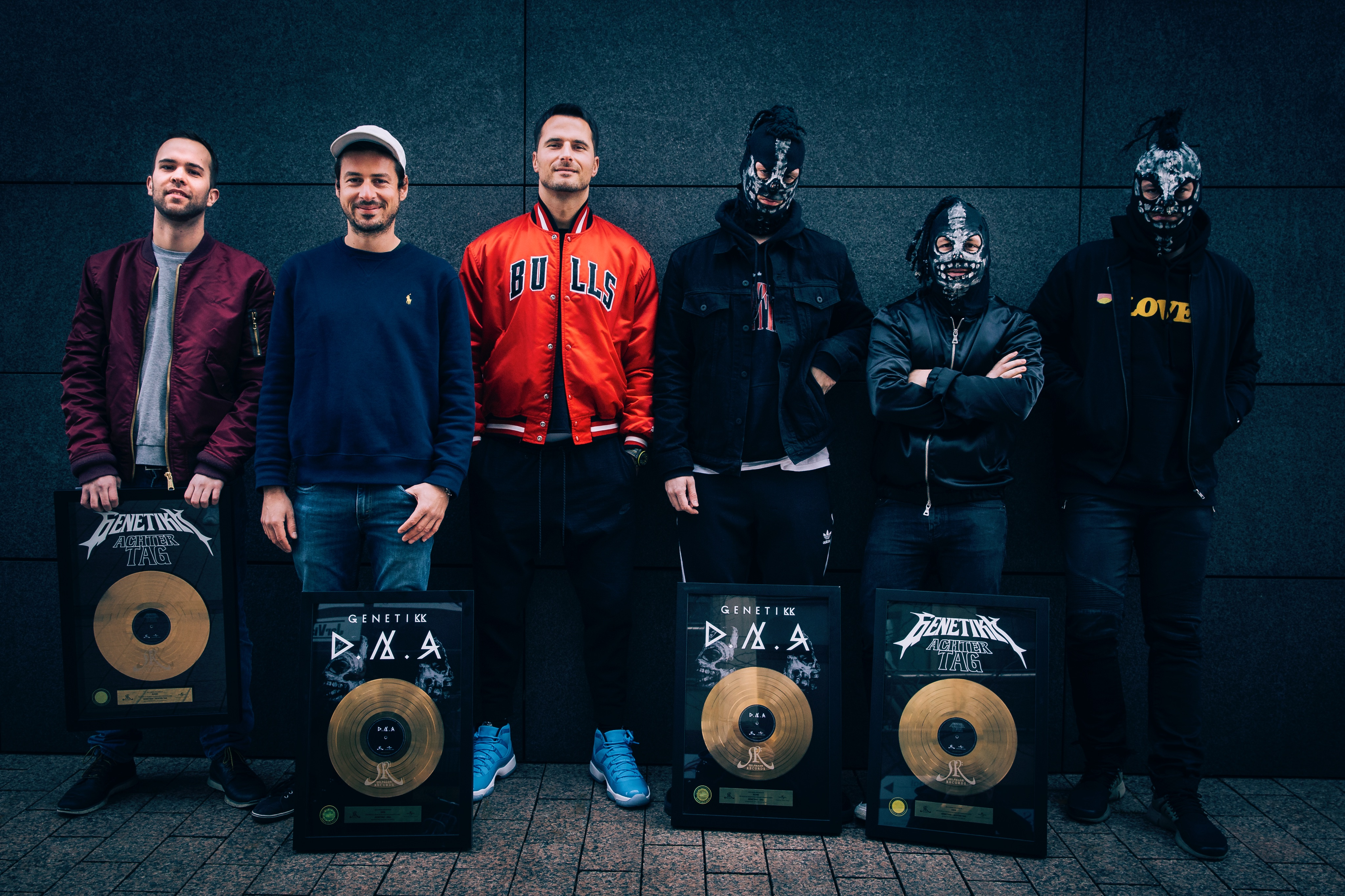
Вручення золотої нагороди альбомам D.N.A. та Achter Tag з Томасом Буркхольц, Маркусом Хубером та Ельвір Омербеговіч

Карузо і Сікк родом із Саарбрюккена . Вони познайомились один з одним протягом шкільних років і почали записувати музику у віці 13 років. Так і утворилася хіп-хоп-група, яка кілька разів збільшувалася і знову зменшувалася. Приблизно за рік до їхньої першого публічного виступу Карузо та Сікк вирішили спільно працювати під ім'ям Genetikk як дует.
У жовтні 2010 року вони випустили свій перший альбом Foetus під іменем Genetikk для безкоштовного скачування . Це допомогло дуету набути популярності в Парижі . Foetus був розміщений критиками, такими як сайт Mixtapesammelstelle.de, стилістично між «брудним реал-гангстерським шармом» Nate57 і «комічним перебільшенням власного характеру», як у Favorite . Репер Карузо з'явився як на обкладинці Foetus, так і у наступних музичних кліпах дуету з розфарбованим обличчям. Навесні 2011 року Genetikk оголосили свій другий альбом під назвою Samsara  на листопад 2011 року. Тоді з'явилися музичні кліпи пісень Inkubation, Genie und Wahnsinn, а також Konichiwa Bitches . Пізніше кліп до Konichiwa Bitches було видалено дуетом, оскільки він уже не відповідав власним вимогам Genetikk.
На початку жовтня 2011 року Карузо оголосив про перенесення альбому Samsara  . Після того як в листопаді 2011 року вийшов ще один відеокліп Puls до другого альбому, наприкінці грудня було оголошено, що Geneetik підписав контракт із Selfmade Records. Заголовок другого альбому після цього змінили на Voodoozirkus (Цирк вуду). А наприкінці січня 2012 року вийшов ще один відеокліп під назвою König der Lügner (укр. Король брехунів). У відео хіп-хоп музикант DCVDNS має зовнішній вигляд гостя. У лютому 2012 року Genetikk з'явилися в рамках німецького туру американського хіп-хоп-музиканта GZA в якості групи для розігріву. З 4 лютого по 8 лютого дует брав участь у чотирьох концертах репера. Перед виходом другого альбому з'явився наступний відеоролик «Sorry» . 24 лютого 2012 року Voodoozirkus з'явився в інтернет-магазині інді-лейблу, а також в iTunes як перший комерційний альбом Genetik . Таким чином, дует зайняв місця № 1 у чартах iTunes. У квітні 2012 року Genetikk з'явилися на розігріві трьох концертів французького репера Sefyu у рамках «Oui je le suis Europatour».
У жовтні 2012 року Genetikk підписав видавничу угоду з медіа-групою BMG Germany . У той же час був перевиданий альбом Voodoozirkus , 26 жовтня на CD і 30 листопада на вінілі. З 20 жовтня по 29 грудня 2012 року дует здійснив спільне турне під назвою «Menschen, Tiere, AKKtraktionen» разом з 257ers та DCVDNS.
21 червня 2013 року на Selfmade Records з'явився їхній альбом D.N.A. . Він піднявся до першого місця у чартах німецьких альбомів, а також увійшов у першу десятку швейцарських та австрійських чартів . На додаток до комерційного успіху, альбом також отримав похвалу від музичних медіа та журналів новин, а редакцією iTunes D.N.A. був обраний альбомом року у своєму жанрі.
У рамках роботи над новим альбомом група збільшилася із дуету до семи членів, хоча не всі вони безпосередньо брали участь у музичному процесі, але все ще були частиною творчості Genetikk, зокрема модного лейблу Hikids. В якості місця співпраці вони заснували Studio Factory в Саарбрюккені, назва якої походить від студії "Фабрика " Енді Уорхола .
11 лютого 2015 року Genetikk оголосив свій третій студійний альбом, Achter Tag на своєму офіційній сторінці у Facebook під лейблом Selfmade Records на 8 травня 2015 року. 6 березня перші два окремі релізи альбому Achter Tag/ Dago з'явилися як відео на Youtube-каналі Selfmade Records. 10 квітня вийшов музичний кліп для другого синглу  Wünsch dir was , в якому міститься семплоднойменної пісні гурту Toten Hosen . За тиждень до випуску LP (довгогральних платівок) був опублікований спільний з Боннським репером SSIO кліп Jungs aus'm Barrio . Achter Tag , чиї біти не були зроблені, як раніше, суто Сікком, а зокрема у співпраці з Самоном Кавамурою, піднявся в перший же ж тиждень опублікування на вершину хіт-парадів і зміг перевершити успіх D.N.A. з його 60 000 проданих одиниць. У серпні 2016 року альбом здобув золотий статусу в Німеччині за 100 000 проданих одиниць.
26 листопада 2015 року стало відомо, що Genetikk підписав контракт з Warner/Chappell Music.
8 жовтня 2016 року Genetikk оголосив новий альбом Fukk Genetikk. Він вийшов 2 грудня 2016 року.
У грудні 2017 року Genetikk повідомили про відокремлення від «Selfmade Records» та створення свого лейбла"Outta this World".
У ході цього дует Tiavo був оголошений першиою офіційною назвою.

## Дискографія

### Альбом

#### Студійні альбоми
| рік  | обкладинка              | назва | Місце в хіт-парадах                                                                        | Місце в хіт-парадах | Місце в хіт-парадах |
| рік  | обкладинка              | назва | [[Файл:Помилка виразу: незрозумілий розділовий знак «#»\|20x13px\|Німеччина]] Німеччина DE | Австрія AT          | Швейцарія CH        |
| ---- | ----------------------- | --- | ------------------------------------------------------------------------------------------ | ------------------- | ------------------- |
| 2010 | Обкладинка плоду        | Foetus - Вперше опубліковано: 2010 - Лейбл: опублікована самостійно - у відкритому доступі | —                                                                                          | —                   | —                   |
| 2012 | Обкладинка Voodoozirkus | Voodoozirkus - Вперше опубліковано: 24 лютого 2012 року - Лейбл: Selfmade Records - Публікувався лейблом Selfmade Records на компакт-дисках та для завантаження в інтернеті - Продажі: + 20 000                    | —                                                                                          | 70 (1 тиждень)      | —                   |
| 2013 | Обкладинка D.N.A.       | D.N.A. - Вперше опубліковано: 21 червня 2013 року - Лейбл: Selfmade Records - Публікувався лейблом Selfmade Records на компакт-дисках, вінілових платівках та для завантаження в інтернеті - Продажі: + 100 000    | 1 (11 тижнів)                                                                              | 4 (7 тижнів)        | 5 (5 тижнів)        |
| 2015 | Обкладинка Achter Tag   | Achter Tag - Вперше опубліковано: 8 травня 2015 року - Лейбл: Selfmade Records - Публікувався лейблом Selfmade Records на компакт-дисках, вінілових платівках та для завантаження в інтернеті - Продажі: + 100 000 | 1 (9 тижнів)                                                                               | 1 (6 тижнів)        | 1 (6 тижнів)        |
| 2016 | безмежний               | Fukk Genetikk - Вперше опубліковано: 2 грудня 2016 року - Лейбл: Selfmade Records - Публікувався лейблом Selfmade Records на компакт-дисках, вінілових платівках та для завантаження в інтернеті                   | 6 (6 тижнів)                                                                               | 9 (2 тижні)         | 5 (2 тижні)         |

#### Міні-альбоми
| рік  | обкладинка | назва |
| ---- | ---------- | --- |
| 2013 |            | Liebs oder lass es - Вперше опубліковано: 12 липня 2013 року - Лейбл: Selfmade Records - Публікувався лейблом Selfmade Records для завантаження в інтернеті |

#### Sampler
| рік  | обкладинка           | назва                                                                         | Місце в хіт-парадах                                                                        | Місце в хіт-парадах | Місце в хіт-парадах | Примітки                                                   |
| рік  | обкладинка           | назва                                                                         | [[Файл:Помилка виразу: незрозумілий розділовий знак «#»\|20x13px\|Німеччина]] Німеччина DE | Австрія АТ          | Швейцарія CH        | Примітки                                                   |
| ---- | -------------------- | ----------------------------------------------------------------------------- | ------------------------------------------------------------------------------------------ | ------------------- | ------------------- | ---------------------------------------------------------- |
| 2015 | Обкладинка Chronik 3 | Хроніка 3 - Вперше опубліковано: 9 жовтня 2015 року - Лейбл: Selfmade Records | 1 (4 тижні)                                                                                | 2 (4 тижні)         | 3 (3 тижні)         | Sampler спільно з Kollegah, Favorite, 257ers і Karate Andi |

### Сингли
| рік  | обкладинка                    | назва |
| ---- | ----------------------------- | --- |
| 2013 | Обкладинка D.N.A. (Single)    | D.N.A. - Вперше опубліковано: 26 квітня 2013 року - Лейбл: Selfmade Records - Публікувався лейблом Selfmade Records для завантаження в інтернеті      |
| 2013 | Обкладинка Champions (Single) | Champions - Вперше опубліковано: 17 травня 2013 року - Лейбл: Selfmade Records - Публікувався лейблом Selfmade Records для завантаження в інтернеті   |
| 2015 |                               | Wünsch dir was - Вперше опубліковано: 10 квітня 2015 р - Лейбл: Selfmade Records - Публікувався лейблом Selfmade Records для завантаження в інтернеті |
| 2016 |                               | Peng Peng - Вперше опубліковано: 14 жовтня 2016 року - Лейбл: Selfmade Records - Публікувався лейблом Selfmade Records для завантаження в інтернеті   |

### Наступні публікації
| рік  | обкладинка        | назва | Графічні місця розташування                                                                | Графічні місця розташування | Графічні місця розташування |
| рік  | обкладинка        | назва | [[Файл:Помилка виразу: незрозумілий розділовий знак «#»\|20x13px\|Німеччина]] Німеччина DE | Австрія AT                  | Швейцарія CH                |
| ---- | ----------------- | --- | ------------------------------------------------------------------------------------------ | --------------------------- | --------------------------- |
| 2013 | Обкладинка D.N.A. | Liebs oder lass es (feat. Sido) - Вперше опубліковано: 14 червня 2013 року - Лейбл: Selfmade Records - Оприлюднити записи Selfmade як Airplay          | 33 (11 тижнів)                                                                             | —                           | —                           |
| 2013 |                   | Maskerade (mit Sido & Marsimoto) - Вперше опубліковано: 29 листопада 2013 року - Лейбл: Urban - Публікувався у 30-11-80 Sido в якості альбомного треку | 56 (1 тиждень)                                                                             | 20 (1 тиждень)              | —                           |
| 2014 | Обкладинка D.N.A. | Es ist Rap (спільно з Kollegah) - Вперше опубліковано: 9 травня 2014 року - Лейбл: Selfmade Records - Відпустіть король Коллега в якості альбому       | 92 (1 тиждень)                                                                             | —                           | —                           |
| 2015 |                   | Wünsch dir was - Вперше опубліковано: 10 квітня 2015 р - Лейбл: Universal                                                                              | 37 (13 тижнів)                                                                             | 53 (1 тиждень)              | —                           |

- 2012: Keiner hier ist Rap (спільно зMoTrip)
- 2013: Regel dieses Spiels (Juice Exclusive)
- 2013: D.C.V.D.N.A (спільно зDCVDNS)
- 2013: Let's Go (спільно з Method Man і Tiarra Monet)
- 2015: Selfmade Allstars (спільно з Kollegah, Favorite, Karate Andi und den 257ers)
- 2017: Made in Germany (спільно з Kurdo)
- 2017: Lang lebe die Gang (спільно з Lena)

### Музичні кліпи
| рік  | назва                            | директор                 | альбом        |
| ---- | -------------------------------- | ------------------------ | ------------- |
| 2011 | Inkubation                       |                          | Voodoozirkus  |
| 2011 | Genie und Wahnsinn               |                          | Voodoozirkus  |
| 2011 | Konichiwa Bitches                |                          | Voodoozirkus  |
| 2011 | Puls                             |                          | Voodoozirkus  |
| 2012 | König der Lügner                 |                          | Voodoozirkus  |
| 2012 | Sorry                            |                          | Voodoozirkus  |
| 2013 | D.N.A.                           | Markus & Michael Weicker | D.N.A.        |
| 2013 | Champions                        | Markus & Michael Weicker | D.N.A.        |
| 2013 | Über alles                       |                          | D.N.A.        |
| 2013 | Über alles                       |                          | D.N.A.        |
| 2013 | Maskerade (mit Sido & Marsimoto) | Nazar                    | 30-11-80      |
| 2015 | Achter Tag/Dago                  | Markus & Michael Weicker | Achter Tag    |
| 2015 | Wünsch dir was                   | Joern Heitmann           | Achter Tag    |
| 2015 | Caput Mundis                     | Oliver Würffell          | Achter Tag    |
| 2015 | Überüberstyle                    | Simon Reichel            | Achter Tag    |
| 2016 | Peng Peng                        | KATAPULTFILMS            | Fukk Genetikk |
| 2016 | Jordan Belfort                   | Philipp Groth            | Fukk Genetikk |
| 2016 | Tote Präsidenten                 | Philipp Groth            | Fukk Genetikk |
| 2016 | TeenSpirit                       |                          | Fukk Genetikk |
| 2017 | Trill                            |                          | Fukk Genetikk |
| 2017 | Lang lebe die Gang (mit Lena)    | Gerrit Piechowski        |               |

## Нагороди
Нагороди Hiphop.de
- 2013: Beste Gruppe National[38]

### Нагороди за продажі
Німеччина
- Золотий диск[39]
  - 2017: за альбом «D.N.A.»
  - 2016: за альбом «Achter Tag»

- Impala Sales Award
  - 2015: срібло за альбом «Voodoo Circus»[40]